# Jacobaea maritima
Jacobaea maritima, anteriormente conocida como Senecio cineraria DC.  o Senecio bicolor subsp. cineraria  (Willd.) Tod., es una especie de planta Magnoliophyta del género Jacobaea, dentro de la familia Asteraceae, que se localiza en la región Mediterránea.

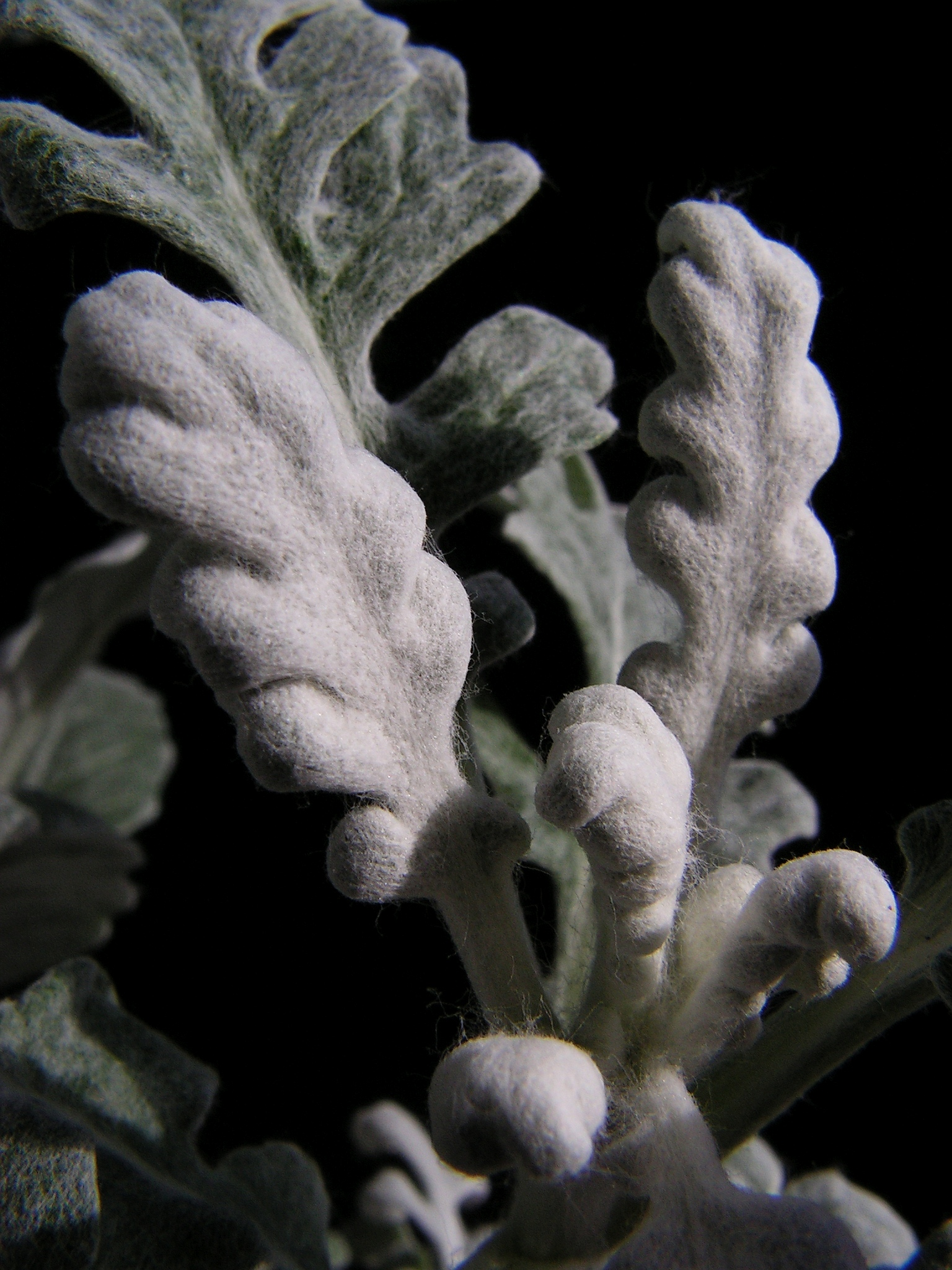
Hojas

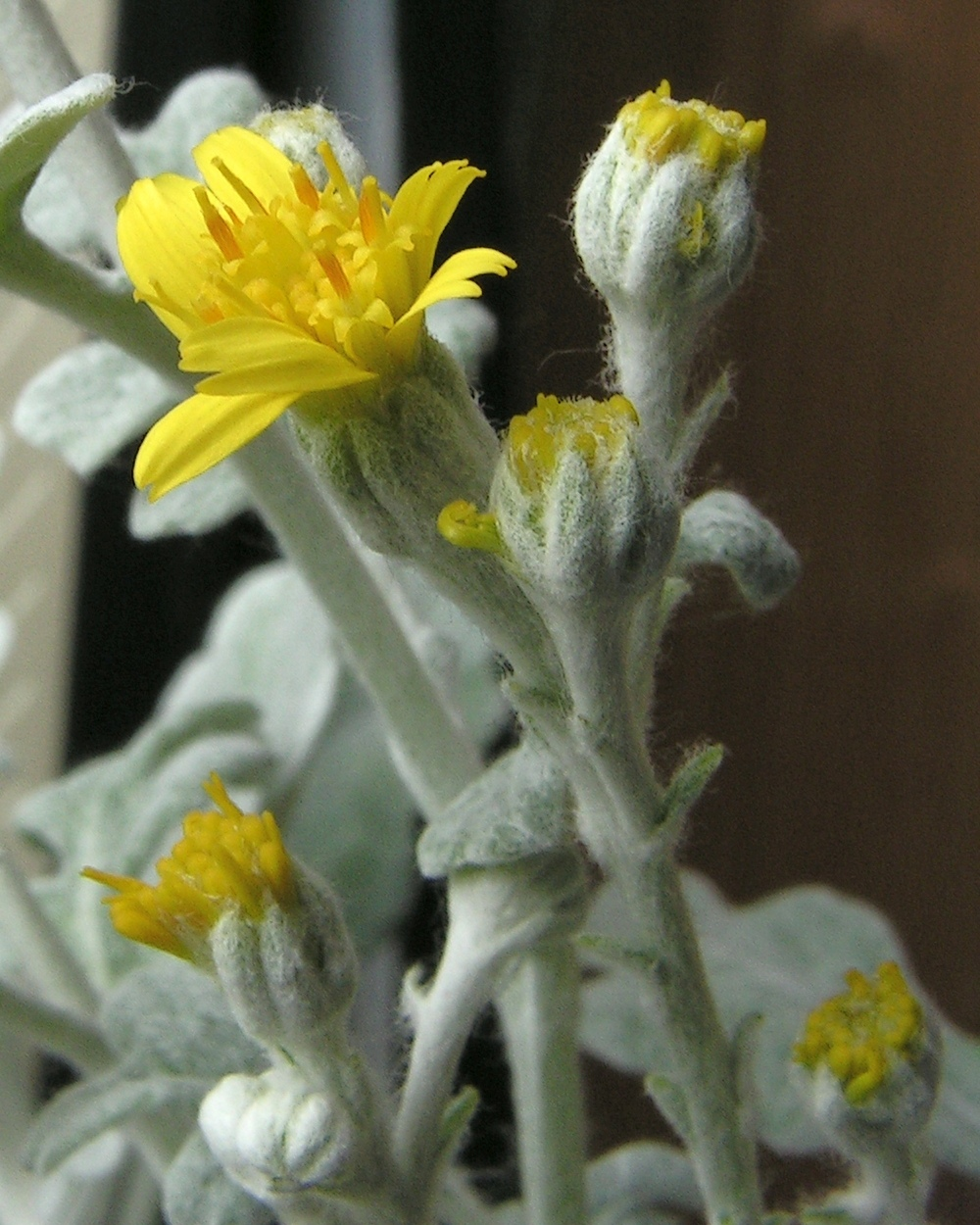
Flor

## Localización
En España, en toda la cuenca mediterránea. Naturalizada en zonas de costa rocosas de la isla de Ibiza, Mallorca y Menorca. 

## Descripción
Planta perenne que alcanza 1 metro de altura. Ramificada desde la base, indumento densamente blanco con pelos suaves.
Hojas alternas, lobuladas de lóbulos también divididos, éstos son blanquecinos por el envés y verdes por el haz glabro mostrando pues un fuerte contraste entre ambos lados. Su aspecto general es de color gris plateado. Tiene el follaje muy recortado.

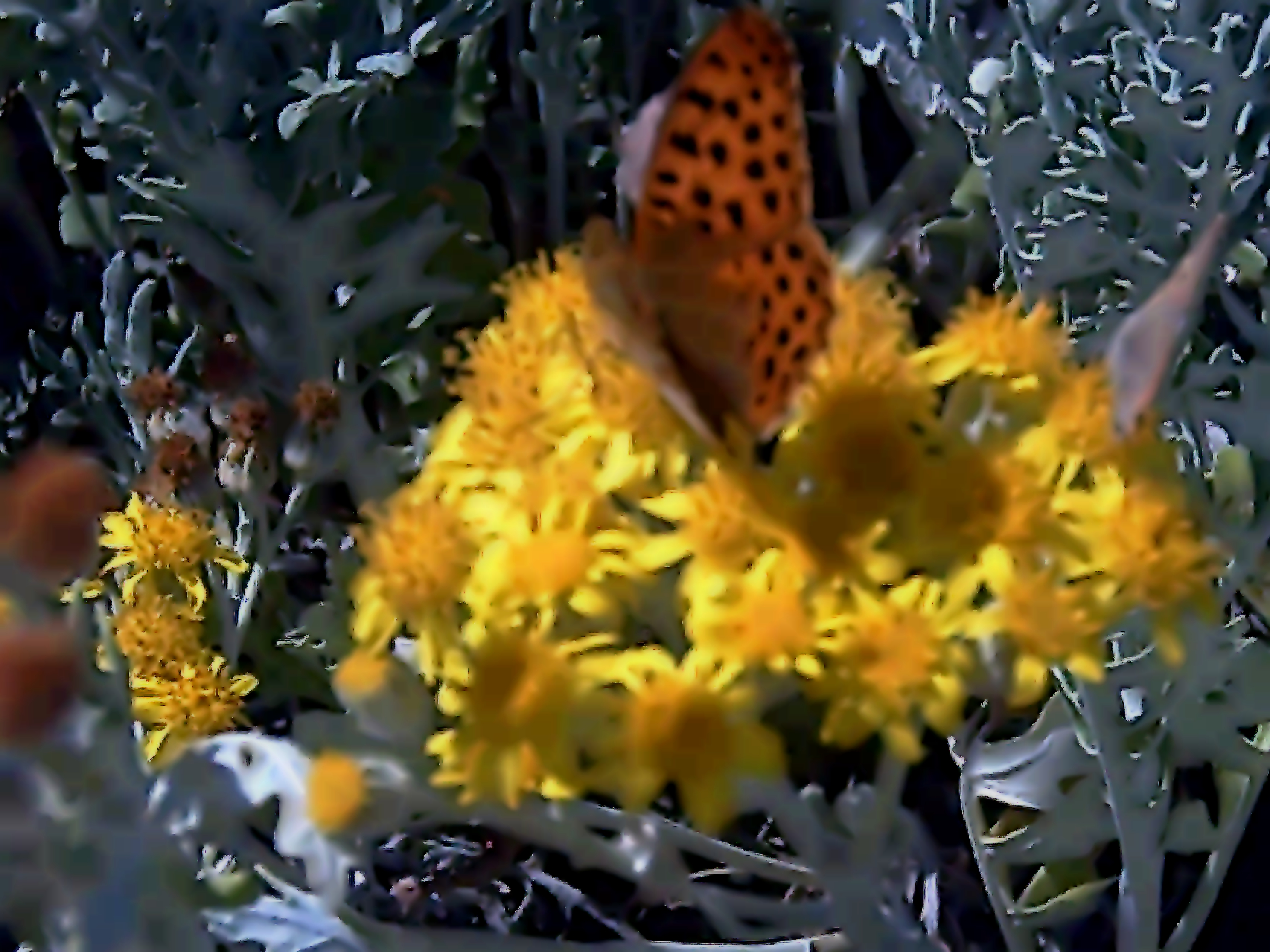
Mariposas libando en las flores

Florece a finales de primavera y principios de verano a pleno sol, con flores de color amarillo intenso, agrupadas en ramilletes, que producen gran cantidad de néctar que atrae a numerosos insectos nectaríferos, sobre todo abejas, mariposas y otros lepidópteros.
Toda la planta es venenosa por ingestión.

## Usos
Se utiliza en jardinería sobre todo por sus atractivas hojas plateadas y por su porte no muy alto que combina con otras plantas. Presenta numerosos híbridos cultivares.
Se propaga por semillas y por esquejes.

## Taxonomía
Jacobaea maritima fue descrita por (L.) Pelser & Meijden y publicado en Heukels' Flora van Nederland, ed. 23 677. 2005.
Etimología
Jacobaea: nombre genérico que podría provenir de dos fuentes posibles: (1) de  St. James (Jacob o Jacobo), uno de los 12 apóstoles; o (2) en referencia a la isla de Santiago (Cabo Verde).  El nombre científico aceptado actualmente ( Jacobaea ) fue propuesta por el botánico escocés Philip Miller (1691-1771) en la publicación ”The Gardeners dictionary, containing the methods of cultivating and improving the kitchen, fruit and flower garden, as also the physick garden, wilderness, conservatory and vineyard” (Cuarta edición, Londres) nel 1754.
maritima: epíteto latíno  que significa "en la costa, cercana del mar".
Variedad aceptada
- Jacobaea maritima subsp. bicolor (Willd.) B.Nord. & Greuter

Sinonimia
| - Centaurea maritima - Cineraria bicolor Willd. - Othonna maritima L. - Senecio bicolor (Willd.) Tod. - Senecio cineraria DC. - Cineraria maritima (L.) L. - Senecio maritimus (L.) Rchb. - Cineraria gibbosa Guss. - Cineraria nebrodensis Guss. - Cineraria ambigua Biv. Fuentes: AJB, NRCS, GRIN, E+M |

## Nombre común
- Castellano: Cineraria, Cenicera marítima, Cenicienta, Cenizo.